# Kuźnia (książka)
Kuźnia (tytuł oryginalny Forja) – książka zawierająca myśli i zapiski św. Josemarii Escrivy, założyciela Opus Dei. Wydana pośmiertnie w 1987 r. w języku hiszpańskim. Zawiera zebrane w 1055 punktów rozważanie duchowe, będące owocem modlitwy świętego.
Jej łączny światowy nakład w różnych językach, to ponad 0,4 mln egzemplarzy (2008). Po polsku ukazało się ponad 30 tys. egzemplarzy.